# Eparchia di Džankoj

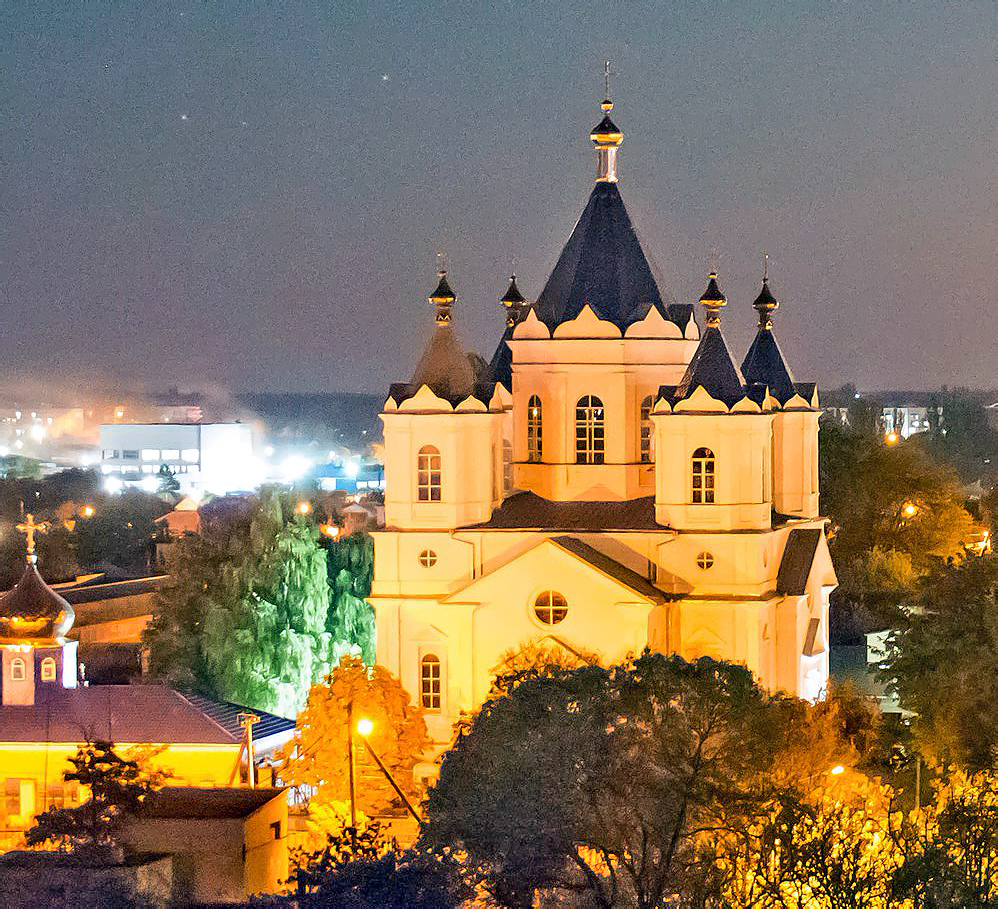
La cattedrale dell'Intercessione di Džankoj.

Localizzazione dell'eparchia in Crimea.

L'eparchia di Džankoj (in russo Джанкойская епархия?) è una diocesi della Chiesa ortodossa russa, appartenente alla metropolia della Crimea.

## Territorio
L'eparchia comprende i comuni di Džankoj, Krasnoperekopsk e Armjansk, e i distretti di Džankoj, Krasnogvardejskoe, Krasnoperekopsk, Nižnegorskij, Pervomajskoe, Razdol'noe e Sovetskij nella repubblica di Crimea nel circondario federale meridionale.
Sede eparchiale è la città di Džankoj, dove si trova la cattedrale dell'Intercessione.
L'eparca ha il titolo ufficiale di «eparca di Džankoj e Razdol'noe».

## Storia
L'eparchia è stata eretta dal Santo Sinodo della Chiesa ortodossa ucraina del Patriarcato di Mosca l'11 novembre 2008 separandone il territorio dall'eparchia di Sinferopoli e Crimea.
In seguito al trattato di adesione della Crimea alla Russia (18 marzo 2014), con decisione del Santo Sinodo della Chiesa ortodossa russa, il 7 giugno 2022 l'eparchia è stata annessa al Patriarcato di Mosca e contestualmente è entrata a far parte della metropolia della Crimea.  Questa decisione non ha trovato il pieno consenso della Chiesa ortodossa ucraina del Patriarcato di Mosca, che continua ad elencare l'eparchia fra quelle dipendenti dalla propria autorità.